# 高田裕司 (レスリング選手)

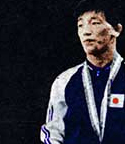
高田裕司 (レスリング選手)

高田 裕司（たかだ ゆうじ、1954年2月17日 - ）は、日本のレスリング選手（フリースタイル）。群馬県太田市出身。1976年モントリオールオリンピックレスリング競技男子52kg級金メダリスト。1970年代の日本においてレスリング競技の第一人者であった。

## 来歴・人物
日本体育大学を卒業。
1975年、当時のライバルであったソビエト連邦は遠征した日本選抜チームに対して各階級で全ソ選手権優勝者クラスを対戦相手に用意したが、フリースタイル52kg級だけは高田の強さが桁違いだったことを知っていた当時のソビエトチーム関係者が国内優勝者の自信を失わせたくなかったため、1ランクレベル下の選手にしたという。
レスリング世界選手権では4回優勝する。1978年大会では新鋭選手のアナトリー・ベログラゾフ（ソビエト連邦）に敗れたが、翌1979年大会で雪辱した。
1976年モントリオールオリンピックでは金メダルを獲得。1980年モスクワオリンピックに向けて、1979年から始まった日本オリンピック委員会 (JOC)の「がんばれ!ニッポン」キャンペーンの一環でテレビコマーシャルに出演し、年100回程度の講演もこなしたが、当時はそれらに対する報酬は一切支払われず、日本体育協会から「栄養費」名義の強化費が月3万円払われるだけだったという。
だが、モスクワオリンピックは開催年を迎えてからアメリカ合衆国に端を発したボイコットの動きが日本に波及し、参加をめぐって国内で議論が起きる。そのさなかの1980年4月21日に開かれた「緊急強化コーチ選手会議」に出席、その場で「モスクワに行けなくなったら、だれが責任をとってくれるのです」と涙ながらに出場を訴えた。高田ら選手の訴えは届かず、5月24日にJOCは正式に不参加を決定、高田は「これからの若い選手たちには二度とこんなことがないようにしてほしい」というコメントを残した。前出のベログラゾフとはモスクワオリンピックでお互いに決着をつけようと決めており、ベログラゾフも残念であったとのコメントをのちにした。
その後いったんレスリングを引退、日本体育大学研究員の職を辞し群馬県の高校教諭となる。1984年、現役復帰し1984年ロサンゼルスオリンピックに出場、銅メダルを獲得する健闘を見せた。のちに、「もし優勝していたら、表彰台でメダルをぶちちぎって投げていた。何も言えなかった（モスクワ代表の）人々のため……。でも銅でそれをやっても意味がないから止めた」と述べている。
ロサンゼルスオリンピック後に再度引退し、1990年に日本開催となる世界選手権を目指して2度目の現役復帰を果たすも、8位の成績で完全に選手生活から退いた。
現在は山梨学院大学教授・同大学レスリング部監督、日本レスリング協会専務理事として、レスリング競技の強化・普及に尽力している。
日本オリンピアンズ協会の監事も務めている。
2007年10月に設立された日本総合格闘技協会の理事長に就任した。

## 主な成績
- 1973年～1980年レスリングフリースタイル52kg級日本選手権優勝
- 1974年、1975年、1977年、1979年レスリング世界選手権フリースタイル52kg級優勝
- モントリオールオリンピックレスリングフリースタイル52kg級金メダル[4]
- ロサンゼルスオリンピックレスリングフリースタイル52kg級銅メダル[4]